# 伟海豹属
伟海豹属（学名：Magnotherium）是海豹科下的一个属。

## 下属物种
本属包括以下物种：
- 约翰斯伟海豹 Magnotherium johnsii Rahmat et al., 2021